# Savikoja
Savikoja es una aldea del municipio de Luunja, en el condado de Tartu, Estonia, con una población censada a final del año 2011 de 51 habitantes. 
Se encuentra ubicada en el centro del condado, junto a la orilla sur del río Emajõgi y al oeste del lago Peipus y la frontera con Rusia.